# Alfredo Pascazi
Alfredo Pascazi (Palombara Sabina, 14 maggio 1926 – Moricone, 23 ottobre 1995) è stato un pittore e scultore italiano.
Ha iniziato l’attività nel 1963 stimolato da Giuseppe Mazzullo.
Ha partecipato a vari concorsi nazionali ed internazionali, ottenendo primi premi di scultura e medaglie d’oro anche in manifestazioni ufficiali dello Stato.
Nel 1969 un suo bassorilievo è stato riportato dalla rivista “Revue des Arts Modernes” di Parigi.
Nel 1974 è stato nominato in Campidoglio accademico onorario di “Città Eterna”- sezione Arti Figurative - con la seguente motivazione: “Artista dagli ampi orizzonti è riuscito con pari impegno ad imporre nel campo della pittura e in quello della scultura un suo stile originale e inconfondibile”.
Inoltre, è stato presentato dal 1° canale della RAI durante la trasmissione “Cronache Italiane” su Moricone.
Dal 1989 un suo bassorilievo in bronzo raffigurante la 2ª Stazione della Via Crucis è esposto nella Basilica Superiore di San Francesco d'Assisi.
Nel 1990 la Società Finanziaria De Asmundis gli commissiona una scultura per il 50º anniversario, l'opera è riprodotta in 200 pezzi e riservata ai maggiori industriali italiani.
Dal 1991 una scultura in bronzo raffigurante “Giovanna D’Arco”  è esposta al “Museo permanente d’Arte Moderna” presso la Basilica San Francesco alla Rocca di Viterbo, inaugurato dal Presidente della Repubblica Francesco Cossiga.

## Riconoscimenti
| 1954 | Palestrina | Mostra Internazionale d’Arte Sacra - premiato con medaglia d’argento                                       |
| 1963 | Roma       | Maggio Romano - premiato con medaglia d’oro                                                                |
| 1965 | Roma       | Città Eterna - premiato con medaglia d’oro                                                                 |
| 1968 | Piacenza   | Concorso Nazionale d’Arte Sacra per la famiglia                                                            |
| 1969 | Parigi     | Revue Moderne riporta un suo bassorilievo                                                                  |
| 1973 | Ravenna    | Concorso Nazionale Marina di Ravenna - premiato con medaglia d’oro                                         |
| 1974 | Roma       | Città Eterna - nominato Accademico Onorario                                                                |
| 1977 | Alanno     | Premio Internazionale Villa Alessandra - primo premio straordinario (fuori concorso)                       |
| 1980 | Roma       | Natale di Roma - premiato con medaglia d’oro                                                               |
| 1988 | Pescara    | Mostra Nazionale Anno Mariano                                                                              |
| 1989 | Assisi     | Basilica Superiore di San Francesco bassorilievo in bronzo (2ª Stazione della Via Crucis)                  |
| 1990 | Napoli     | Società Finanziaria De Asmundis gli commissiona una scultura per il 50º Anniversario                       |
| 1990 | Losanna    | Galleria “Les Muettes” personale dal 4 al 29 Aprile                                                        |
| 1991 | Viterbo    | “Museo d’Arte Moderna” Basilica San Francesco alla Rocca scultura in bronzo raffigurante “Giovanna D’Arco” |